# Их-Уул (Завхан)
Их-Уул (монг. Их-Уул) — сомон аймака Завхан в западной части Монголии. Численность населения по данным 2010 года составила 5 018 человек.
Центр сомона — посёлок Буянт-Ухаа, расположенный в 175 километрах от административного центра аймака — города Улиастай и в 580 километрах от столицы страны — Улан-Батора.

## Известные уроженцы
- Найдангийн Эрдэнэпэл (1887—1965) — хамбо-лама монастыря Гандантэгченлин